# Derrick Williams (basket-ball)
Pour les articles homonymes, voir Williams.
Derrick LeRon Williams, né le 25 mai 1991 à La Mirada (Californie, États-Unis), est un joueur américain de basket-ball. Il évolue aux postes d’ailier et ailier fort.

## Biographie

### Carrière universitaire
Dès sa première saison en National Collegiate Athletic Association (NCAA), chez les Wildcats de l'Université de l'Arizona, il obtient des distinctions individuelles, obtenant le titre de meilleur débutant de la Pacific-12 Conference (Pac-10 Freshman of the Year). Il figure ainsi dans le premier cinq des recrues de cette conférence. Il est de plus nommé dans le premier cinq de la conférence.
Pour sa seconde année, ou sophomore, il est particulièrement décisif en fin de saison : après avoir réussi un contre préservant la victoire de son équipe lors du premier tour du tournoi final de la NCAA, il inscrit un trois points victorieux lors du tour suivant. En demi-finale régionale - aussi appelé sweet sixteen - il inscrit 32 points et capte 13 rebonds pour éliminer le champion en titre Duke. les Wildcats terminent leur saison lors du Elite Eight, finale régionale, en perdant 65 à 63 face au futur champion, Connecticut. Désigné meilleur joueur de la Pac-10 avec des statistiques de 19,5 points, 8,3 rebonds, 1,1 passe et 1,0 interception en 30 minutes, il remporte avec son université le titre de champion de saison régulière de la conférence Pac-10.

### Carrière professionnelle

#### Timberwolves du Minnesota (2011-2013)
Il décide alors de se rendre éligible pour la draft de la même année. Il est sélectionné au deuxième rang de celle-ci par les Timberwolves du Minnesota. Sa première saison dans la ligue se solde par des statistiques de 8,8 points, 4,7 rebonds, 0,6 passe, 0,5 interception, 0,5 contre et une place dans le deuxième cinq des débutants, ou rookie.

#### Kings de Sacramento (2013-2015)
Le 26 novembre 2013, Williams est transféré aux Kings de Sacramento contre Luc Mbah a Moute. Le 29 novembre, il joue son premier match avec les Kings qu'il termine avec douze points (à 6 sur 13 aux tirs), six rebonds et quatre passes décisives lors de la défaite des siens 104 à 96 après une prolongation contre les Clippers de Los Angeles. Le 9 décembre 2013, Williams établit son record de points en carrière en marquant 31 points lors de la victoire contre les Mavericks de Dallas.
La saison 2014-2015 des Kings se termine le 15 avril par une victoire 122 à 109 contre les Lakers de Los Angeles où Williams bat son record de points de la saison avec 22 points.

#### Knicks de New York (2015-2016)
Le 3 juillet 2015, il signe aux Knicks de New York un contrat de 10 millions de dollars sur deux ans.

#### Heat de Miami (2016-2017)
Le 8 juillet 2016, il signe au Heat de Miami un contrat de 5 millions de dollars sur un an.

#### Cavaliers de Cleveland (2017)
Le 9 février 2017, il signe aux Cavaliers de Cleveland un contrat de 10 jours.

#### Départ des États-Unis
Williams quitte la NBA en décembre 2017 pour rejoindre les Tianjin Gold Lions, un club du championnat chinois. Il rejoue en NBA avec les Lakers de Los Angeles en mars 2018 mais son contrat de 10 jours n'est pas renouvelé. En octobre 2018, Williams signe un contrat d'un an avec le Bayern Munich.
En juillet 2019, Williams rejoint le Fenerbahçe, club d'Istanbul et l'un des meilleurs clubs en Europe. Il y signe un contrat d'une saison pour 1,5 million d'euros,.
Au mois de juillet 2020, il s'engage avec Valence pour la saison 2020-2021 du championnat espagnol.
En juin 2021, Williams s'engage pour une saison avec le Maccabi Tel-Aviv.
Williams rejoint le Panathinaïkos, club athénien qui participe à l'EuroLigue, pour la saison 2022-2023.

## Palmarès
- Vainqueur de la Coupe de Turquie 2020
- Champion d'Allemagne 2019

## Statistiques

### Universitaires
Les statistiques en matchs universitaires de Derrick Williams sont les suivantes :
| Saison    | Équipe  | Matchs | Titul. | Min./m | % Tir | % 3pts | % LF | Rbds/m. | Pass/m. | Int/m. | Ctr/m. | Pts/m. |
| --------- | ------- | ------ | ------ | ------ | ----- | ------ | ---- | ------- | ------- | ------ | ------ | ------ |
| 2009-2010 | Arizona | 31     | 30     | 28,2   | 57,4  | 25,0   | 68,1 | 7,06    | 0,71    | 0,61   | 0,65   | 15,68  |
| 2010-2011 | Arizona | 38     | 38     | 30,0   | 59,5  | 56,8   | 74,6 | 8,26    | 1,13    | 0,97   | 0,68   | 19,50  |
| Total     | Total   | 69     | 68     | 29,2   | 58,6  | 51,1   | 71,9 | 7,72    | 0,94    | 0,81   | 0,67   | 17,78  |

### Professionnels

#### Saison régulière NBA
| Saison    | Équipe      | Matchs | Titul. | Min./m | % Tir | % 3pts | % LF | Rbds/m. | Pass/m. | Int/m. | Ctr/m. | Pts/m. |
| --------- | ----------- | ------ | ------ | ------ | ----- | ------ | ---- | ------- | ------- | ------ | ------ | ------ |
| 2011-2012 | Minnesota   | 66     | 15     | 21,5   | 41,2  | 26,8   | 69,7 | 4,71    | 0,58    | 0,45   | 0,47   | 8,83   |
| 2012-2013 | Minnesota   | 78     | 56     | 24,6   | 43,0  | 33,2   | 70,5 | 5,51    | 0,62    | 0,56   | 0,47   | 11,95  |
| 2013–2014 | Minnesota   | 11     | 0      | 14,7   | 35,2  | 13,3   | 87,5 | 2,36    | 0,09    | 0,36   | 0,36   | 4,91   |
| 2013–2014 | Sacramento  | 67     | 15     | 24,7   | 43,7  | 28,6   | 70,8 | 4,43    | 0,82    | 0,66   | 0,24   | 8,51   |
| 2014-2015 | Sacramento  | 74     | 6      | 19,8   | 44,7  | 31,4   | 68,4 | 2,73    | 0,68    | 0,46   | 0,05   | 8,34   |
| 2015-2016 | New York    | 80     | 9      | 17,9   | 45,0  | 29,3   | 75,8 | 3,70    | 0,94    | 0,36   | 0,11   | 9,32   |
| 2016-2017 | Miami       | 25     | 11     | 15,1   | 39,4  | 20,0   | 62,0 | 2,92    | 0,56    | 0,36   | 0,20   | 5,92   |
| 2016-2017 | Cleveland   | 25     | 0      | 17,1   | 50,5  | 40,4   | 69,2 | 2,28    | 0,56    | 0,20   | 0,08   | 6,24   |
| 2017-2018 | L.A. Lakers | 2      | 0      | 4,3    | 25,0  | 0,0    | 0,0  | 0,50    | 0,00    | 0,00   | 0,00   | 1,00   |
| Total     | Total       | 428    | 112    | 20,7   | 43,4  | 30,0   | 71,0 | 3,96    | 0,68    | 0,46   | 0,25   | 8,90   |

#### Playoffs NBA
| Saison | Équipe    | Matchs | Titul. | Min./m | % Tir | % 3pts | % LF  | Rbds/m. | Pass/m. | Int/m. | Ctr/m. | Pts/m. |
| ------ | --------- | ------ | ------ | ------ | ----- | ------ | ----- | ------- | ------- | ------ | ------ | ------ |
| 2017   | Cleveland | 9      | 0      | 4,7    | 53,3  | 60,0   | 100,0 | 038     | 0,50    | 0,00   | 0,12   | 2,62   |
| Total  | Total     | 9      | 0      | 4,7    | 53,3  | 60,0   | 100,0 | 038     | 0,50    | 0,00   | 0,12   | 2,62   |

## Records personnels sur une rencontre de NBA
Les records personnels de Derrick Williams officiellement recensés par la NBA sont les suivants :
| Type de statistique        | Saison régulière | Saison régulière                       | Saison régulière                |
| Type de statistique        | Record           | Adversaire                             | Date                            |
| -------------------------- | ---------------- | -------------------------------------- | ------------------------------- |
| Points                     | 31               | Mavericks de Dallas @ Nets de Brooklyn | 9 décembre 2013 13 janvier 2016 |
| Paniers marqués            | 12               | Mavericks de Dallas                    | 9 décembre 2013                 |
| Paniers tentés             | 22               | Heat de Miami                          | 4 mars 2013                     |
| Paniers à 3 points réussis | 4                | 4 fois                                 |                                 |
| Paniers à 3 points tentés  | 9                | @ Nuggets de Denver                    | 11 avril 2012                   |
| Lancers francs réussis     | 9                | @ Nets de Brooklyn                     | 13 janvier 2016                 |
| Lancers francs tentés      | 14               | @ Hornets de Charlotte                 | 23 janvier 2016                 |
| Rebonds offensifs          | 6                | Pacers de l'Indiana                    | 24 janvier 2014                 |
| Rebonds défensifs          | 13               | @ Jazz de l'Utah                       | 27 janvier 2014                 |
| Rebonds totaux             | 16               | Jazz de l'Utah                         | 13 février 2013                 |
| Passes décisives           | 4                | 5 fois                                 |                                 |
| Interceptions              | 5                | Mavericks de Dallas                    | 9 décembre 2013                 |
| Contres                    | 4                | Warriors de Golden State               | 16 novembre 2012                |
| Balles perdues             | 5                | 4 fois                                 |                                 |
| Minutes jouées             | 45               | Heat de Miami                          | 4 mars 2013                     |

- Double-double : 20 (au terme de la Saison NBA 2015-2016)
- Triple-double : aucun.